# Victory (musikalbum)
För andra album med detta namn, se Victory.
Victory är ett musikalbum från 1984 producerat, skrivet och framfört av The Jacksons för CBS Epic. Jermaine Jackson hade återförenats med sina bröder och detta album är det enda album av The Jacksons som hade alla sex bröder med. 
Efter en mycket framgångsrik återförening på Motown 25 Anniversary: Yesterday, Today & Forever, valde Jermaine att återförenas med sina bröder och lämnade då Motown. Det uppstod många dispyter mellan bröderna vilket resulterade i mindre marknadsföring och publicitetsbilder. En illustration för albumets framsida beställdes istället för en bild. I musikvideon till "Torture" medverkar varken Michael eller Jermaine på grund av en dispyt. Vaxdockor användes istället.
Albumet stöttes av en stor Nordamerikansk turné, där ledsångaren Michael Jackson motvilligt ställde upp eftersom han hellre ville satsa på sin solokarriär. Turnén marknadsfördes mycket av Don King. Först var det mycket kontroverser kring biljettpriserna som var skyhöga, vilket resulterade i att de var tvungna att sänka priserna till slut. Michael sade också att alla pengar som han tjänade in skulle han skänka bort. Efter turnén valde både Michael och Marlon att sluta i bandet. Jermaine, Tito, Randy och Jackie Jackson fortsatte som The Jacksons och spelade in ett sista album. 
Låten "State of Shock" skulle egentligen ha sjungits av Michael och Freddie Mercury, men efter vissa dispyter avbröts samarbetet. Michael och Freddie spelade in tre låtar tillsammans, "There Must Be More To Life Than This", "State of Shock" och Victory albumets planerade titelsång "Victory", ingen av låtarna släpptes men "There Must Be More To Life Than This" och "State of Shock" läckte dock ut på internet. "There Must Be More To Life Than This" finns i tre olika versioner, en med Michael och Freddie i en duett, en med bara Michael och en med bara Freddie.

## Låtlista
1. "Torture"
2. "Wait"
3. "One More Chance"
4. "Be Not Always"
5. "State of Shock" (med Mick Jagger)
6. "We Can Change the World"
7. "The Hurt"
8. "Body"

## Outgivna inspelningar
- "Victory" (med Queen)
- "There must be more to life than this" (med Freddie Mercury)